# Neckarbogen
Der Neckarbogen in Heilbronn ist ein zentrales städtebauliches Projekt, das im Rahmen der Bundesgartenschau 2019 initiiert wurde. Das ehemalige Industrie- und Hafengelände wurde umfassend neu gestaltet und dient nun als Modellquartier für nachhaltige und zukunftsorientierte Stadtentwicklung.

## Geschichte
Das Projekt Neckarbogen startete als Teil der Bundesgartenschau 2019 und sollte das Stadtbild Heilbronns modernisieren. Die Bundesgartenschau fungierte als Katalysator für die Transformation des Areals und ermöglichte umfangreiche Investitionen in die Infrastruktur und Gestaltung des Quartiers.

## Planungskonzept

### Erster Bauabschnitt
Im ersten Bauabschnitt wurden 22 Wohnhäuser errichtet, die bis 2019 fertiggestellt wurden. Diese Gebäude bilden eine kompakte städtische Randbebauung und wurden von 19 renommierten Architekturbüros entworfen. Sie dienen als Beispiel für nachhaltige Stadtentwicklung und innovative Architektur.

### Zweiter Bauabschnitt
Der zweite Bauabschnitt des Neckarbogens sieht die Errichtung von 28 weiteren Gebäuden auf den Baufeldern K, L und M vor. An diesem Bauabschnitt sind 22 Investoren und 23 Architekten beteiligt. Diese neuen Gebäude sollen bis 2024 fertiggestellt sein und nutzen nachhaltige Technologien wie Luftwärmepumpen und Photovoltaikanlagen. Die Holzbauweise ist ein bedeutendes Merkmal dieses Abschnitts, wobei viele Gebäude in einer Holzhybridbauweise errichtet werden.

### Holzhäuser im Neckarbogen
Ein besonderes Highlight im zweiten Bauabschnitt ist das Skaio, Deutschlands höchstes Holzhochhaus. Mit seinen zehn Stockwerken setzt es neue Maßstäbe im nachhaltigen Bauen. Das Gebäude erfüllt hohe Anforderungen an den Brandschutz und nutzt das Cradle-to-Cradle-Prinzip, das einen sortenreinen Rückbau und die Wiederverwertung der Baumaterialien ermöglicht.
Die Josef-Schwarz-Schule im Neckarbogen ist ein weiteres Beispiel für innovativen Holzbau. Als größte im Bau befindliche Privatschule Deutschlands umfasst sie eine Vorschule, Grundschule sowie weiterführende Sekundarstufen und wird ebenfalls in Holzhybridbauweise errichtet.

## Nachhaltigkeit und Umweltschutz
Ein zentraler Fokus des Neckarbogens liegt auf Nachhaltigkeit. Heilbronn hat sich das Ziel gesetzt, die nachhaltigste Stadt Europas zu werden und bewirbt sich für den European Green Capital Award 2026.

## Soziales und Gemeinschaft
Im Neckarbogen befindet sich das Café Theo, ein Inklusionsbetrieb der Stiftung Lichtenstern. Das Café bietet nicht nur eine hochwertige gastronomische Auswahl, sondern fördert auch die Integration von Menschen mit Behinderungen in den Arbeitsmarkt. Es hat sich zu einem beliebten Treffpunkt im Stadtteil entwickelt und stärkt die soziale Kohäsion der Gemeinschaft. Ein weiterer wichtiger Bestandteil des Quartiers ist die Josef-Schwarz-Schule, die am südlichen Rand des Neckarbogens entsteht. Diese dreizügige Privatschule umfasst Vorschule, Grundschule sowie die weiterführenden Sekundarstufen eins und zwei und soll zum neuen Schuljahr 2024/25 in Betrieb gehen.

## Infrastruktur und Mobilität
Die verkehrstechnische Anbindung des Neckarbogens wurde durch den Bau der Blitzbrücke, die das Quartier mit dem Hauptbahnhof verbindet, erheblich verbessert. Zusätzlich zu den Tiefgaragen wird auch eine Quartiersgarage mit etwa 650 Stellplätzen und 202 E-Ladepunkten gebaut. Das Parkhaus integriert verschiedene Sharing-Angebote für Automobile, E-Scooter, E-Bikes und Lastenräder und setzt auf ein modernes Kennzeichenerfassungssystem zur Ein- und Ausfahrt.
Neben der Quartiersgarage werden PKW für die Anwohner hauptsächlich unterirdisch in Tiefgaragen geparkt.